# Ludwik Zaturski
Ludwik Roman Zaturski, pseudonim dr Raczek (ur. 27 czerwca 1905 we Lwowie, zm. 3 września 1967) – asystent Katedry Anatomii Opisowej Uniwersytetu Jana Kazimierza we Lwowie. Polski artysta fotograf, fotoreporter, filmowiec. Członek rzeczywisty Lwowskiego Towarzystwa Fotograficznego. Członek rzeczywisty Związku Polskich Artystów Fotografików.

## Życiorys
Ludwik Zaturski ukończył szkołę średnią we Lwowie. Był absolwentem Wydziału Lekarskiego Uniwersytetu Jana Kazimierza we Lwowie. Związany z lwowskim środowiskiem fotograficznym (był uczniem Józefa Świtkowskiego) – miejsce szczególne w jego twórczości zajmowała fotografia dokumentalna, fotografia naukowa oraz fotografia reportażowa. Był autorem naukowych filmów krótkometrażowych. Od 1925 roku był członkiem rzeczywistym Lwowskiego Towarzystwa Fotograficznego, w którego pracach (wystawach, konkursach) uczestniczył do 1939 roku. 
Po wybuchu II wojny światowej był autorem wielu fotografii i filmów krótkometrażowych, dokumentujących życie i zbrodnie w okupowanej Warszawie. W 1943 roku został instruktorem fotografii i filmu w nowo powstałej komórce foto-filmowej, utworzonej przy Komendzie Głównej Socjalistycznej Organizacji Bojowej w Warszawie. Był autorem zdjęć i filmów krótkometrażowych (między innymi) z powstania warszawskiego, kręconych w niebezpiecznych warunkach (materiałów wysyłanych drogą konspiracyjną za granicę i tam prezentowanych, archiwizowanych). W czasie powstania warszawskiego był komendantem Szpitala Polowego nr 104, przy ulicy Śmiałej 43.
Po zakończeniu II wojny światowej mieszkał i pracował (jako lekarz) w Warszawie. Zajmował się fotografią i krótkometrażowym filmem naukowym. W latach 1949–1953 był wykładowcą w Państwowej Wyższej Szkole Filmowej, Telewizyjnej i Teatralnej im. Leona Schillera w Łodzi. W 1954 roku został przyjęty w poczet członków rzeczywistych Związku Polskich Artystów Fotografików. W 1956 roku został kierownikiem pracowni fotograficznej w Instytucie Matki i Dziecka w Warszawie – kierował pracownią do 1962 roku.